# Астряб, Матвей Григорьевич
Матвей Григорьевич Астряб (1 августа 1843 — 18 января 1925, Лубны) — украинский педагог, историк, краевед. Действительный член Полтавской Ученой Архивной комиссии.

## Биография
Родом из Лемковщины. В 1873 году окончил историко-филологический факультет Киевского университета. Преподавал в гимназиях Киева, Глухова, на Кубани.
С 1893 — на Полтавщине. Преподаватель второй мужской гимназии Полтавы.
В 1905—1917 годах опубликовал в «Трудах Полтавской ученой Архивное комиссии» 10 работ по истории Полтавщины XVIII—XIX веков. Среди них:
- «Земли церквей Лубенского Духовного правления»;
- «Население Малороссии по ревизии 1729—1764 гг.»;
- «Старая Полтавщина и столетняя тяжба Марковичей со Свечками и Пасютами (1720—1827 гг.)»;
- «Столетие Лубенского высшего учебного училища (1814—1914 гг.)»;
- «Процессы Андрея Марковича».

С 1920 года заведовал Лубенским архивом. В 1923 — один из организаторов съезда краеведов Лубенщины.
Отец Александра Астряба (1879—1962), математика, профессора, заслуженного деятеля наук УССР.